# Ричмонд (Кентукки)
Ричмонд — город в округе Мадисон, штат Кентукки, США. Город назван в честь Ричмонда, штат Виргиния. В Ричмонде также расположен Восточный Университет Кентукки. 
Ричмонд — третий по величине город в регионе, а также шестой по величине город штата. В 2018 году население составляло 35 894 человека, а численность населения его агломерации — 108 449 человек. На данный момент (март, 2025 год) город насчитывает 230 436 человек.

## История
Город Ричмонд был основан в 1798 году полковником Джоном Миллером из Виргинии, британским американцем. В том же году Законодательное собрание Кентукки одобрило перенос окружного центра из Милфорда на землю, принадлежащую полковнику Миллеру. Жители Милфорда выступили категорически против этого шага, что привело к конфликту между Дэйвом Кеннеди (представляющим Милфорд) и Уильямом Кирли (представляющим Ричмонд). 4 июля 1798 года новый город был назван Ричмондом в честь места рождения Миллера в Виргинии.
Кентукки был пограничным штатом во время Гражданской войны и остался в Союзе. 30 августа 1862 года, в ходе Кентуккийской кампании Гражданской войны, федеральные и Конфедеративные армии столкнулись в битве при Ричмонде. Войска под командованием генерала Конфедерации Эдмунда Кирби Смита разгромили солдат федерального генерала Уильяма Нельсона. Из 6500 человек Нельсона спаслись только 1200, а остальные были взяты в плен.
В 1906 году в Ричмонде была основана Восточная Школа Кентукки для подготовки учителей. В 1909 году одиннадцать человек стали выпускниками этой школы. К 1922 году Восточная Школа приняла решение расширить учебную программу. В знак признания его академических отделов и исследований, в 1965 году институт был переименован в Восточный Университет Кентукки.
В конце 1990-х и в течение первого десятилетия XXI века Ричмонд испытал коммерческий и жилой рост, связанный с развитием всего региона. По состоянию на 2009 год Ричмонд был седьмым по величине городом Кентукки, поднявшись на четыре места в рейтинге по переписи 2000 года как одиннадцатый по величине город Кентукки.

## География
Ричмонд расположен в округе Мадисон примерно в 32 километрах к юго-востоку от Лексингтона. К юго-востоку от города находится армейский склад «Блу-Грасс-Депо». Город пересекается маршрутами США 75 и 421,в нём же проходят шоссе Кентукки номер 52, 169 и 388.
По данным Бюро переписи населения США, общая площадь города составляет 59 км².

### Климат
Климат в этой области характеризуется жарким, влажным летом и в целом мягкой и прохладной зимой. Согласно системе классификации климата Кёппена, Ричмонд имеет влажный субтропический климат.

## Демография
По данным переписи населения 2000 года в городе проживало 27 152 человека, 10 795 домохозяйств и 5 548 семей. Плотность населения составляла 1420,4 человек на квадратный километр. 11 857 единиц жилья при средней плотности 239,4/км². Расовый состав города был 88,30% белых, 8,27% афроамериканцев, 0,29% коренных американцев, 1,09% азиатов, 0,03% жителей тихоокеанских островов, 0,43% от других рас и 1,58% от двух или более рас. Испаноязычные составляли 1,21% населения независимо от расы.
Средний доход семьи в городе составлял 36 222 долларов. Средний доход мужчин составил $30 817 против $22 053 у женщин. Доход на душу населения для города составил $5 815. Около 16,6% семей и 25,0% населения находились за чертой бедности, в том числе 26,2% — в возрасте до 18 лет и 19,9% — в возрасте 65 лет и старше.

## Правительство
Ричмонд находится под управлением Городского совета-комиссара. Граждане выбирают мэра и четырех городских комиссаров, которые формируют Совет комиссаров. Совет уполномоченных является законодательным органом городской власти и представляет интересы граждан, когда это применимо. Совет уполномоченных назначает сити-менеджера, который управляет повседневной деятельностью города. Мэр избирается сроком на четыре года. Каждый городской комиссар избирается сроком на два года. Срок полномочий сити-менеджера бессрочен.

## Образование
Ричмонд обслуживается системой государственных школ округа Мадисон. В 1988 году Ричмондский независимый школьный округ объединился в школьный округ округа Мадисон.

### Старшая школа
- Лабораторная модельная школа (связанная с Восточным университетом Кентукки)
- Старшая школа округа Мадисон

### Высшее образование
- Восточный Университет Кентукки

### Библиотеки
Ричмонд имеет публичную библиотеку, филиал Публичной библиотеки округа Мадисон.

## СМИ

### Газеты
Газета "Richmond Register" выпускается со вторника по субботу. В городе также имеется студенческое издание Восточного Университета Кентукки – "Eastern Progress".

### Радиостанции
- WEKY (1340 AM)
- WCBR (1110 AM)
- WEKU (88.9 FM)
- WVLK-FM (101.5 FM)
- WCYO-FM (100.7 FM)
- WLFX-FM (106.7 FM)

## Транспортная доступность

### Дороги
Ричмонд расположен на параллели с трассами 25 и 421. Эти два маршрута идут на север в Лексингтон и расходятся примерно в пяти милях к югу от города. Трасса US-25 соединяет город с Береей и Маунт-Вернон на юге. US-421 соединяется с МесКи на юго-востоке. Государственная автомагистраль 52 соединяется с Ланкастером на Западе и Ирвином на востоке. Государственная трасса 876 служит кольцевой дорогой вокруг делового района города, а 388 – проходит к северу от города до северной части округа. Межштатная автомагистраль 75 проходит через западный Ричмонд и соединяет город с Лексингтоном на севере и Ноксвиллом, Теннесси на юге.

### Аэропорт

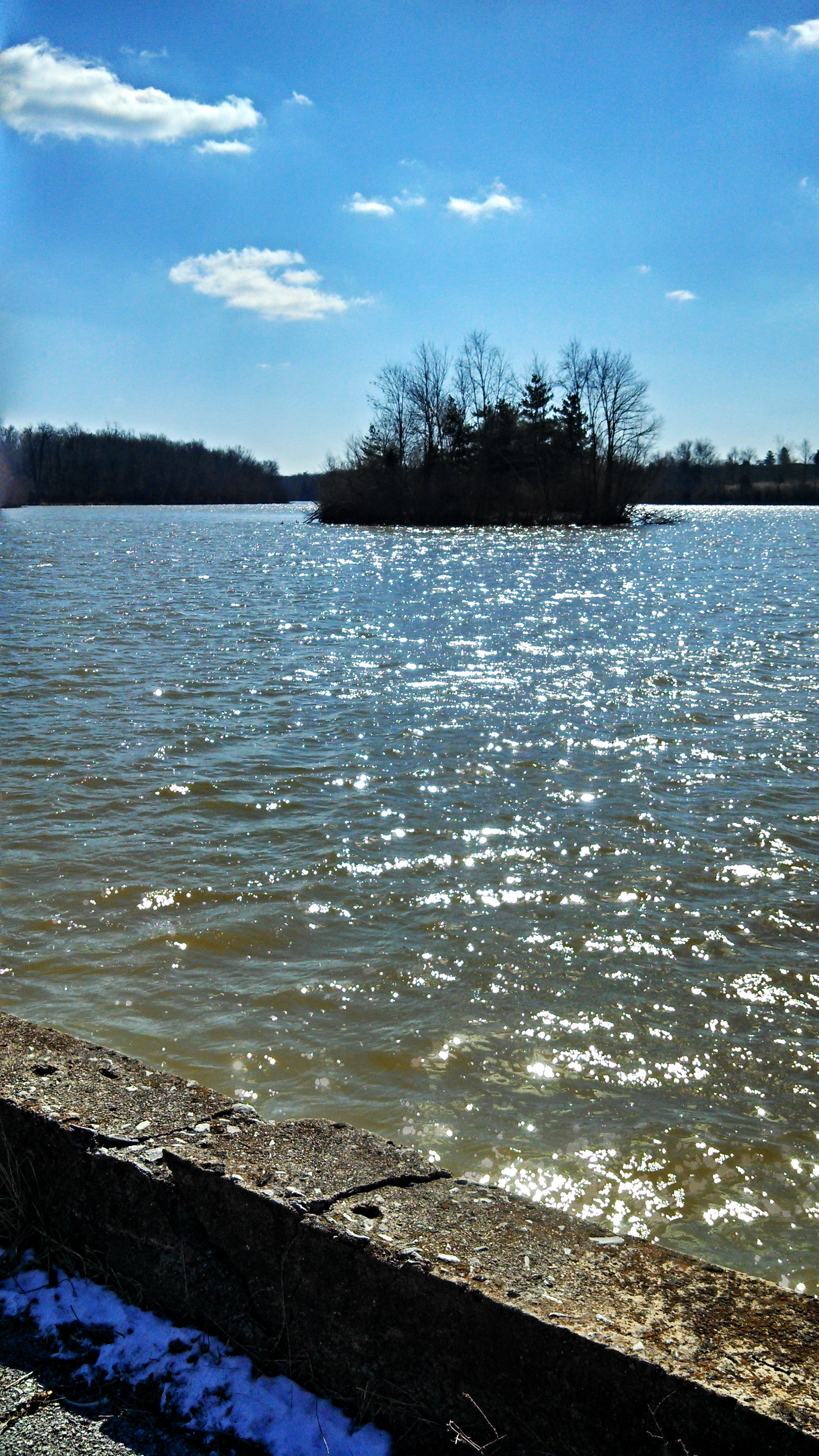
Озеро Реба в Ричмонде.

Центральный региональный аэропорт Кентукки — общественный аэропорт, расположенный в округе Мадисон между Ричмондом и Береей.